# گروه رایسیو
گروه رایسیو (انگلیسی: Raisio Group) شرکت صنایع غذایی فنلاندی است، که در سال ۱۹۳۹ تأسیس شد.